# Волго-уральские татары
Волго-уральские татары (тат. татарлар) — этнографическая группа татар, сформировавшаяся на территории Поволжья и Урала. Основная и самая большая по численности этнотерриториальная группа татар.

## Описание
В составе волго‑уральских татар различают этнические группы: казанские татары, касимовские татары, мишари, тептяри и кряшены.
Волго-уральские татары — основное население Татарстана, проживают также в Башкортостане, Удмуртии, Мордовии, Марий Эл, в Сибири и других областях РФ; за пределами России — в Казахстане, Узбекистане, Кыргызстане, Туркменистане, Украине, Литве, Латвии и Эстонии. Численность в России — свыше 4 миллионов, из них в Татарстане — более 2 миллионов.
Язык — татарский (иногда называется также  волжско-татарским для отличия от крымскотатарского языка).
Верующие — в основном мусульмане-сунниты, за исключением кряшен.
Группа окончательно сформировалась как народность поволжско-приуральских татар в Казанском и Касимовском ханствах. Консолидация волго-уральских татар происходила в XVI—XVIII веках. В этот период в качестве самоназваний данное население употребляло именования татарин, мусульманин, тюрок.

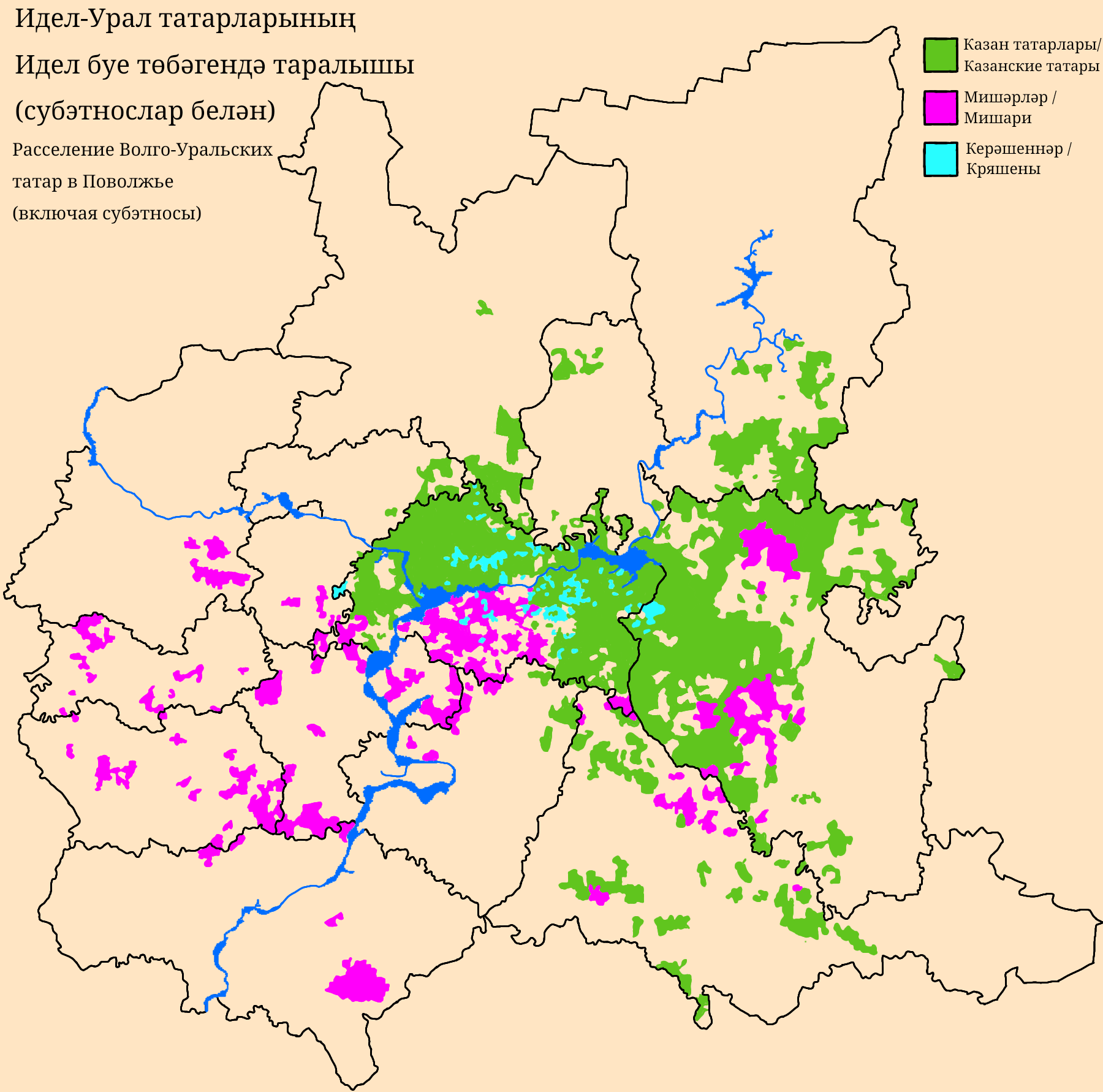
Карта расселения волго-уральских татар в Поволжье (включая субэтносы)